# Första federala republiken Mexiko
Första federala republiken Mexiko, officiellt Mexikos förenta stater var en federal stat skapad den 4 oktober 1824, då första mexikanska kejsardömet avskaffades och Agustin de Iturbide fördrevs. Under den nya konstitutionen antog republiken namnet Mexikos förenta stater, och blev en federal republik, med romersk-katolsk kristendom som statsreligion. Staten upphörde 1835 då Antonio López de Santa Anna fick makten efter en rebellion och avskaffade konstitutionen, vilket bildade den centrala republiken Mexiko. Den centrala republiken kom till sitt slut 1846 i början av mexikansk-amerikanska kriget då den konstitution som bildades 1824 återställdes, och bildade den andra federala republiken Mexiko.

### Fotnoter
1. ↑  Mexikos förenta staters federala konstitution (1824) Arkiverad 18 mars 2012 hämtat från the Wayback Machine.